# Монтекио (Перуђа)
Монтекио је насеље у Италији у округу Перуђа, региону Умбрија.
Према процени из 2011. у насељу је живело 175 становника. Насеље се налази на надморској висини од 427 м.